# Qetesh

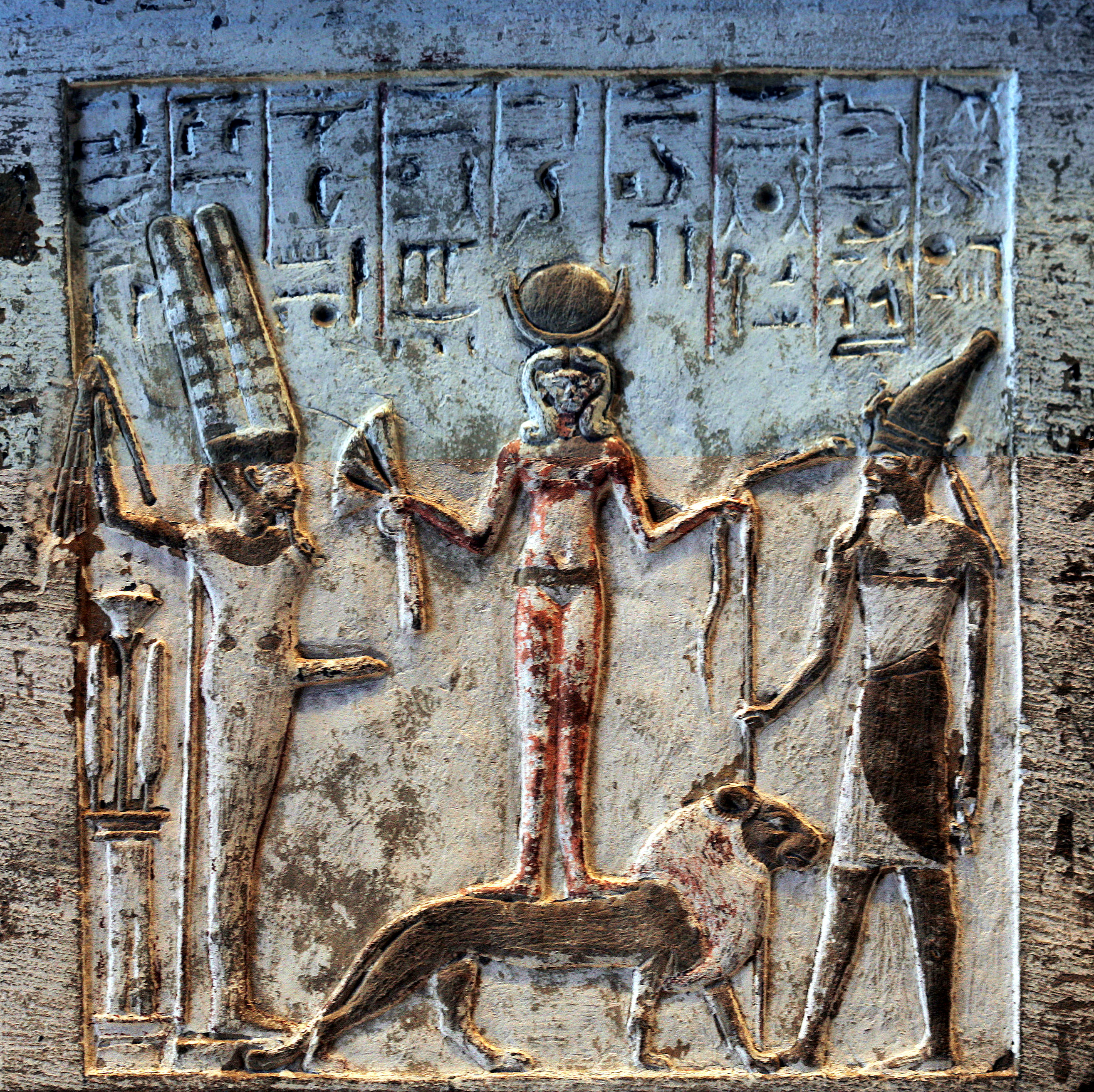
Stele van Qetesh British Museum

Qetesh (ook Qetshu, Qadesh, Kadesh, Quadosh, Qatesh, Qadeshet, Qudshu, Q(u)odesh) was in de Egyptische, de Kanaänitische mythologie en de Griekse mythologie een godin van liefde en schoonheid (eerder dan vruchtbaarheid).
Aanvankelijk een Semitische godin van Syro-Fenicische origine uit Kanaän, werd zij later in het Egyptisch pantheon geadopteerd. Haar latere gemaal zou de god Reshef zijn geweest, ook geïdentificeerd met Nergal in de Chaldeeuwse mythologie, die eveneens in het Middenrijk werd geïntroduceerd. Zodra Qetesh tot het Egyptisch geloof was doorgedrongen, werd beslist dat zij de moeder van de vruchtbaarheidsgod Min moest zijn, en dus van seksuele realisatie. Als populaire godin werd zij uiteindelijk als een aspect van de even populaire godin Hathor beschouwd.
Het was mogelijk ook een benaming die aan de Asherah werd toegekend.
Qetesh werd afgebeeld in vooraanzicht als een naakte vrouw staande op een leeuw, met op het hoofd een volle maan of zon rustend op een maansikkel. In de linkerhand hield zij een slang op en in de rechter een bosje lotusbloemen. Zij droeg de haartooi met de gierenkap van Hathor. Op de stele van het Brits Museum wordt zij Kent genoemd, en op de stele van Turijn Qetesh. Op allebei wordt haar het epitheton "Vrouwe van de Hemel, Meesteres van alle Goden, Oog van Ra, Ene zonder tweede" toegekend.
De naam Qetesh is mogelijk verwant met het Hebreeuwse kadesh, een tempelprostitué. De goden Min en Reshef, die naast haar staan afgebeeld op de stele in het British Museum stellen waarschijnlijk de liefhebbers van de godin voor.